# Arabia Saudita en los Juegos Paralímpicos de París 2024
Arabia Saudita estuvo representada en los Juegos Paralímpicos de París 2024 por nueve deportistas, siete hombres y dos mujeres.

## Medallistas
El equipo paralímpico saudita obtuvo las siguientes medallas:
| Nombre                 | Deporte   | Evento              |
| ---------------------- | --------- | ------------------- |
| Oro                    |           |                     |
| Abdulrahman Al-Curashi | Atletismo | 100 m T53 masculino |
| Plata                  |           |                     |
| —                      |           |                     |
| Bronce                 |           |                     |
| —                      |           |                     |